# Телевидение в Туле

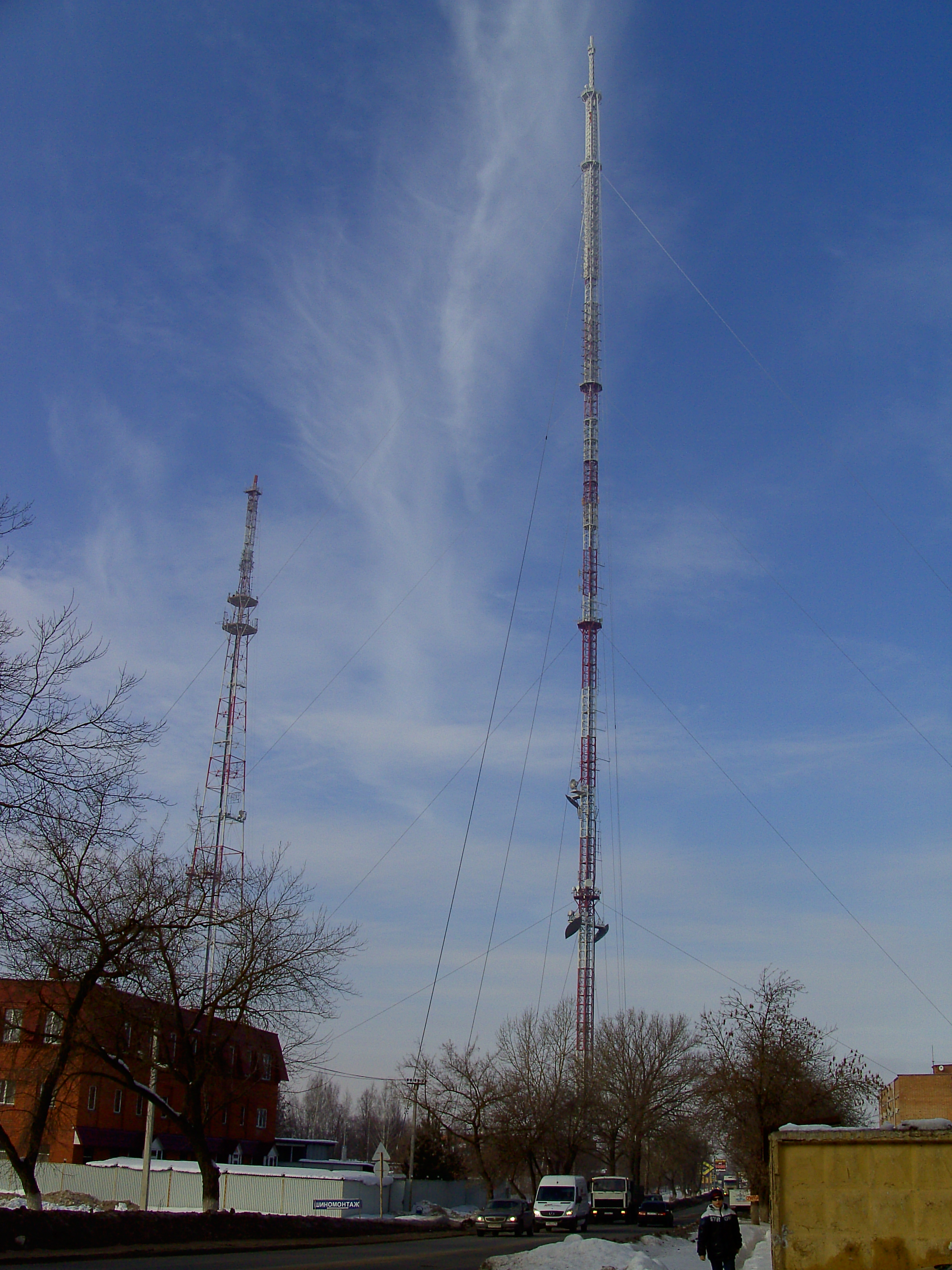
Телевышка в Басово, Тула

Тульское телевидение появилось на свет 9 ноября 1956 года. Согласно приказу министра связи РСФСР — был организован Сталиногорский телевизионный центр (ранее районный город Московской области).
Чуть позже была введена в эксплуатацию передающая башня высотой 180 м и радиорелейная линия Москва — Серпухов — Лаптево (ныне Ясногорск) — Сталиногорск (ныне Новомосковск), что позволило начать трансляцию одной радио и телепрограммы. Это был 5 метровый канал, на котором и по сей день вещается первый Российский канал.

## История
В 1955 году в городе Сталиногорске (ныне — Новомосковск) по инициативе начальника комбината «Московоуголь» Д. Г. Оники открылся любительский телецентр. После двух месяцев опытных передач был налажен приём телепередач из Москвы, и было решено построить мачту высотой 180 м с домом для телеустановки и обслуживающего персонала. Строительство велось силами комбината «Москвоуголь», изготовление мачты было поручено Узловскому машиностроительному заводу. В 1956 году начался монтаж оборудования в техническом здании ретрансляционного центра. 25 декабря 1956 года в Сталиногорске начала свою работу телестудия. Телецентр в Сталиногорске был третьим в СССР после Москвы и Ленинграда.
1 января 1957 вышла в эфир первая региональная телепередача. Первый год связь с Москвой была неустойчивой, поэтому Сталиногорская студия вела все передачи своими силами. Передачи сталиногорского телецентра смотрели также в соседних районах Рязанской и Липецкой областей. В начале марта 1958 года вступила в строй радиорелейная линия Москва-Сталиногорск, и жители области получили возможность смотреть передачи из Москвы. В ноябре 1961 года Сталиногорск перешёл в состав Тульской области и был переименован в Новомосковск.
В декабре 1963 года построен Тульский ТПЦ, высота башни 180 м. Следом введена в эксплуатацию радиорелейная линия Щёкино-Тула-Новомосковск. В эфире появилась ещё одна радиопрограмма, а ТВ переехало на 10-й канал метрового диапазона.
В 1967 году началась трансляция цветного телевизионного изображения. В 1968 году в тульском эфире появилось сразу две телепрограммы. Телевидение вещает в тестовом режиме в Суворове и Ефремове.
1 апреля 1969 года Тульский телецентр переименован в Тульскую ОРТПС.
В 1970 году мощность передатчика на 10-м метровом телеканале повысили до 1 кВт. В 1971 год введён в эксплуатацию ретранслятор в городе Алексин с башней высотой 69 м.
1 января 1973 года Тульская ОРТПС переименована в Тульский ОРТПЦ. Это название используется по настоящее время.
С 1972 по 1975 гг. шло строительство новой мощной РТПС в г. Туле. Высота мачты составила 331 м.
С 1975 года 95 % населения области стали телезрителями. Транслируется два телеканала и четыре радиопрограммы.
В 1976 году, на частоте 30 дециметрового канала, появилась третья телевизионная программа, став первой в этом диапазоне.
В 1985 году на 41-й дециметровой частоте появилась четвёртая телевизионная программа.
С 1984 по 1986 гг. введены в эксплуатацию ретрансляторы в Куркино, Черни, Белёве с башнями высотой 68 м. В 1987 году за счёт установки антенн радиостанции «Тесла», высота телебашни увеличилась до 350 — м.
В 1989 году в Ефремове построена мачта высотой 250 м.

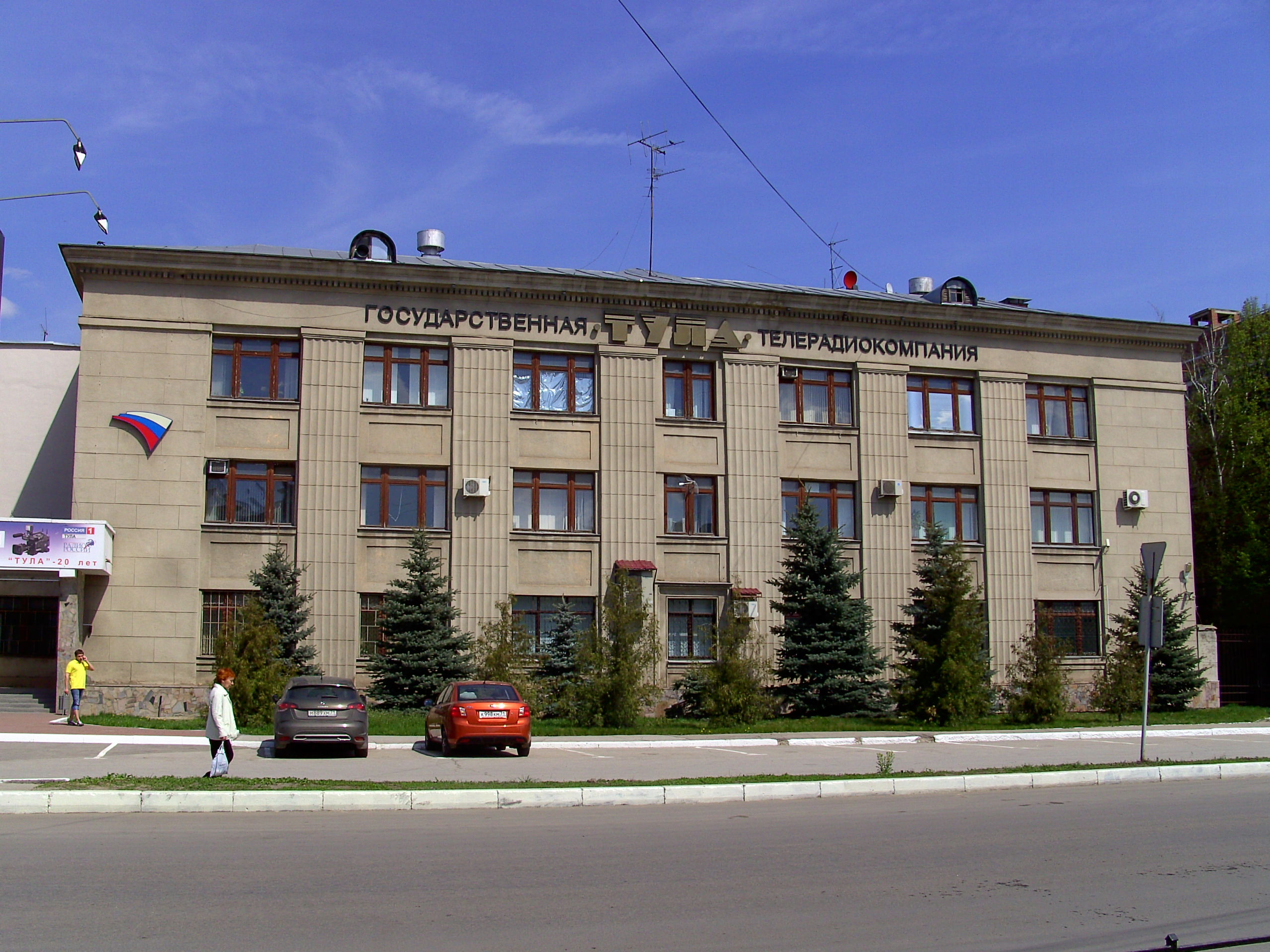
ГТРК «Тула»

В 1993 году начали выходить телевизионные передачи областного телевидения из Тулы. Государственная телерадиокомпания «Тула» ведёт вещание на частоте телеканала «Россия». Вещание ведется из двух городов: основной блок из Новомосковска, а информационная программа «Репортер» из Тулы. Программы из Тулы выходят в записи. Выдачу осуществляют с Тульского ОРПТЦ. В конце 1993 года бывший Дом политпросвещения становится местом постоянной прописки Тульского телевидения. Первый прямой эфир из Тулы выходит в сентябре 1994 года.
В 1994 году вышла в эфир первая тульская радиостанция в FM диапазоне «Голос Тулы — VOT Радио» (Voice of Tula) на частоте 104,4 МГц мощностью 5 кВт. По состоянию на 2012 год, Тульский ОРТПЦ являлся филиалом федерального государственного унитарного предприятия «Российская телевизионная и радиовещательная сеть» (ФГУП «РТРС»). ГТРК «Тула» является филиалом ВГТРК.
1 апреля 1994 года в Туле появляется телекомпания «51-ТВ», ретранслировавшая канал «ТВ-6 Москва» вплоть до 2001 г.
В конце 90-х годов в Туле было сразу несколько местных телекомпаний, одна из которых — «Орбита» (появилась 11.11.1996 г.) — ретранслировала канал ТНТ. Компания «Арсенал-ТВ» (была основана в 1998 г.) была сетевым партнёром СТС. Также в то время начинает вещание телекомпания «Эфир 49 — Каскад»(получила известность в 2000 году), показывающая программы канала REN-TV.
В сентябре 2002 года в тульском телевизионном эфире появился канал «Плюс 12» на частоте REN-TV, который закрылся к январю 2007 года уже на частоте канала ТВ-3. Логотип «Плюс-12» виднелся в левом верхнем углу экрана и представлял собой красную дугу в центре, того же самого цвета надпись «ПЛЮС», а также расположенные вниз цифры 1 и 2. В 2003 году логотип был модифицирован; в правом нижнем углу экрана показывались заключённые в ромб температура и время.
В 2004 году началась вещание СКТВ Телекомпания Альтаир (Альтаир-Инфо), который показыаает программы телеканала О2ТВ.
В 2005 году начало вещание ГУ ТО «Телеканал „Тула“» (ТВЦ-Тула), который просуществовала до 2015 года. Вторая телевизионная компания, составившая конкуренцию на информационном поле ФГУП ГТРК «Тула».
В 2006 году у Тульского телевидения был юбилей — 50 лет с момента вещания. На празднике были подведены итоги 50 летней работы, и предложены новые идеи по вещанию цифрового телевидения.
В конце 2008 года начался проект по созданию спутникового телевидения для Тульской области. Специфика передачи телевизионного сигнала такова, что современные способы доставки требуют новых решений. ФГУП «РТРС» начал отказываться от дорогостоящего способа передачи между ретрансляторами (радиорелейные линии) в пользу приема спутникового сигнала.
4 февраля 2013 года в кабельных сетях Тульской области начал вещание первый тульский круглосуточный телеканал «Первый Тульский». Об этом сообщала газета "Слобода" в начале 2013 года. Уже приблизительно через три месяца его смогли увидеть жители города Щекино. Поначалу (февраль-октябрь 2013) Первый Тульский канал имел логотип в виде белой единицы, заключенной в белый квадрат (правый верхний угол экрана).
11 февраля 2019 года в Тульской области в числе первых семи регионов России состоялись отключение аналогового и переход на цифровое телевещание. Тульский филиал РТРС посетил заместитель Министра цифрового развития, связи и массовых коммуникаций РФ Алексей Волин.
Систему цифрового телевидения в Тульской области обеспечивают 24 сооружения связи.
20 цифровых эфирных телеканалов доступны для 99,45% населения Тульской области.

## Эфирное аналоговое телевидение
С 11 Февраля 2019 года вещание общероссийских государственных телеканалов прекращено на их частотах в течение недели демонстрировалось сообщение о необходимости перехода на приём цифрового телевидения.
На сегодняшний день продолжается вещание телеканалов, которые не вошли в состав мультиплекса и федеральных телеканалов, находящихся в сетевом партнёрстве с местными телекомпаниями.
Список оставшихся телеканалов:
| Частотный канал | Телекомпания | Бывшие вещатели                    |
| --------------- | ------------ | ---------------------------------- |
| 12              | Суббота!     | ТВ-3, РЕН ТВ, ПЛЮС12, ТЕЛЕКАНАЛ27. |
| 24              | Че           | Перец, РБК, ТНТ, СТС.              |
| 59              | Солнце       | 7ТВ Канал Disney                   |

## Эфирное цифровое телевидение
Первые идеи по возможному внедрению технологий цифрового телевидения в Тульском регионе были высказаны ещё в январе 2007 г.
Тогда тульское телевидение отметило свой 50-летний юбилей.
10 июня 2013 года в Тульской области был осуществлен запуск первого эфирного цифрового телепередатчика в стандарте DVB-T2 на базе белёвского ретранслятора.
В течение лета и осени 2013 года также были введены в действие передатчики в городах Алексин, Суворов и посёлках Чернь и Куркино.
В городе Туле эфирный цифровой передатчик был запущен в тестовом режиме 25 декабря 2013 года (34-й канал, частота 578 МГц). 28 января 2014 г. состоялся официальный запуск первого мультиплекса в Туле..
По состоянию на март 2014 года цифровые телепередатчики работают в городах Тула, Новомосковск, Ефремов, Алексин, Белёв, Суворов, посёлках Чернь и Куркино.
С передатчиков установленных в вышеназванных городах можно осуществлять приём сигнала в городах Северо-Задонск, Сокольники, Донской, пос. Ширинский, Узловая с использованием как наружных так и комнатных антенн.
29 апреля 2015 г. в тестовом режиме было запущено вещание второго мультиплекса в г. Туле (60-й канал, частота 786 МГц).
 7 мая 2015 г. состоялся официальный торжественный запуск второго мультиплекса.
14 мая 2015 г. второй мультиплекс был запущен в тестовом режиме в г. Новомосковске (60-й канал, частота 786 МГц).
После окончательного запуска в Тульской области ЦЭТ вещание будет вестись на 4-х распределённых радиоканалах. Карта вещания опубликована на сайте Федеральной целевой программы «Цифровое эфирное телевидение»:

## Кабельное аналоговое телевидение
Первые кабельные сети стали появляться в Туле в то же время, что и в большинстве российских городов. В 90-е годы один из известных кабельных операторов СКТВ «Орбита» — вещал в Зареченском районе. Практически в каждом квартале каналы могли отличаться. В общей сложности число каналов могло бы насчитывать порядка 30, но вещание проводилось сначала на 7 каналах, затем к 1998 году дошло до 13 каналов. Среди популярных каналов были: Eurosport, Discovery, Viva Polska, Zwei, MTV, Cartoon Network.
В начале 2000-х СКТВ «Орбита» стало банкротом и было ликвидировано, её место было занято СКТВ «Альтаир» (с 2011 года МТС), пришедшей в Зареченский район в 2002 году.
В конце апреля 2011 года в Туле началась продажа услуг компании ЗАО «ЭР-Телеком» под брендом Дом.ру.

## Кабельное цифровое телевидение
Услуги кабельного цифрового телевидения в Туле предоставляют компании: «Дом.ru» «Ростелеком», «Билайн», «МТС» и «7 канал».
Услуга и пакеты:
1) «Дом.ru» ТВ — Базовый пакет из 18 цифровых каналов. Пакет каналов «Базовый HD». Технология — гибридное ТВ — DVB-C + IP. Телеканалы передаются по коаксиальному кабелю, как и сигнал обычного кабельного телевидения, а дополнительные сервисы по кабелю витая пара UTP.
2) Интерактивное ТВ «Ростелеком» (ранее Домолинк-ТВ). В составе основного пакета 100 каналов. Вещание ведётся с 2009 года. Технология IPTV
3) Домашнее ТВ Билайн. В составе базового пакета свыше 90 каналов. Вещание ведётся с 2010 года. Технология IPTV
4) Цифровое телевидение МТС (ЗАО «Альтаир-Тула»). Открытых 1 канал + закодированный базовый пакет 84 канала + пакет каналов по подписке. Технология DVB-C

## Онлайн-вещание
В настоящее время онлайн-вещание имеется у телеканалов Первый Тульский и «ТВ Тула». Круглосуточное вещание канала «ТВ Тула» на сайте Вся Россия предлагает зрителям передачи о жизни региона и его жителях, о культуре и истории. Круглосуточное вещание канала Первый Тульский на сайте 1tulatv предлагает зрителям основные события в стране и мире глазами тульских журналистов, информацию о власти, о городе, о регионе, о людях, живущих рядом с нами.